# Montes de Salzkammergut
Os Montes de Salzkammergut (Salzkammergut-Berge em alemão), é um maciço montanhoso que se encontram nas regiões de Salisburgo, e da  Alta Áustria, na Áustria. O ponto mais alto é o  Gamsfeld com 2.027 m.
O nome provém da região lacustre e de lazer, o Salzkammergut que foi  classificado como Património Mundial em 1997, com a seguinte descrição:
" A actividade humana no magnífico cenário natual do Salzkammergut começou em tempos pré-históricos, com os depósitos de sal sendo explorados já no segundo milênio a.C.. Este recurso formou a base da prosperidade da área até meados do século XX, uma prosperidade que se reflete na bela arquitectura da cidade de  Hallstatt."

## Localização
Os  Montes de Salzkammergut têm a Leste os Pré-Alpes da Alta Áustria, a Leste oa Montes Totes, a Sul os Montes de Dachstein, e da secção dos Alpes Setentrionais de Salisburgo tem os Montes de Tenen e os Alpes de Berchtesgaden.

## SOIUSA
A Subdivisão Orográfica Internacional Unificada do Sistema Alpino (SOIUSA) dividiu os Alpes em duas grandes Partes: Alpes Ocidentais e Alpes Orientais, separados pela linha formada pelo  Rio Reno - Passo de Spluga - Lago de Como - Lago de Lecco.
Os Alpes de Salzkammergut e da Alta Áustria são formados pelos Montes de Dachstein, Montes de Salzkammergut, os Montes Totes, e os Pré-Alpes da Alta Áustria.

### Classificação  SOIUSA
Segundo a SOIUSA este acidente geográfico é uma Sub-secção alpina com as seguintes características:
- Parte = Alpes Orientais
- Grande sector alpino = Alpes Orientais-Norte
- Secção alpina = Alpes de Salzkammergut e da Alta Áustria
- Sub-secção alpina =  Montes de Salzkammergut
- Código = II/B-25.II

## Imagens

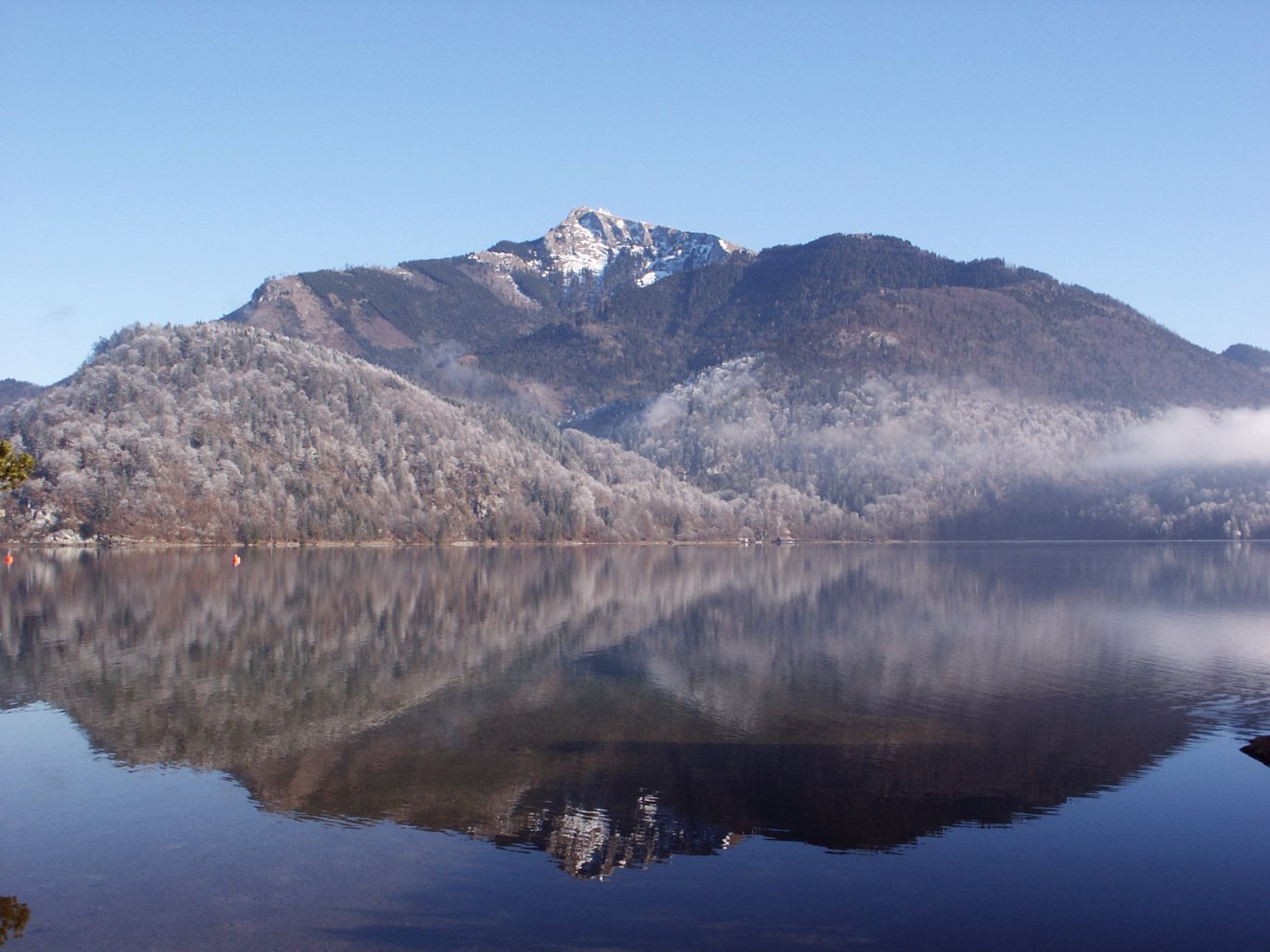
O Monte Schafberg e lago Wolfgangsee, vistos a partir de St. Gilgen, Salzkammergut